# Wheel of Fortune (canción)
«Wheel of Fortune» (en español: Rueda de la Fortuna) es una canción del grupo sueco Ace of Base, lanzada a principios de 1992 como el primer sencillo de su álbum debut Happy Nation.
La canción alcanzó el puesto número uno en Noruega y también fue un éxito Top 10 en Alemania, Austria, Bélgica, Dinamarca, España, los Países Bajos y Suiza.

## Historia
Escrita por Jonas Berggren y Ulf Ekberg, es una canción dance pop con evidentes influencias del reggae. Fue grabada en Studio Decibel de Estocolmo, capital de Suecia, con un presupuesto de SEK 30.000.
No entró en las listas cuando se lanzó por primera vez, en radios de Dinamarca a través de Mega Records. Cuando se volvió a promocionar por tercera vez y se lanzó a las tiendas el 29 de junio de 1992, ingresó a la lista oficial de sencillos daneses en el número seis, antes de escalar luego al número dos. No se estrenó en ningún otro lugar de Europa hasta 1993, tras el éxito de «All That She Wants».

### Versión de 2009
La regrabación de 2009 fue el primer y único sencillo lanzado por la banda como trío.
Antes del lanzamiento oficial de la canción, una versión en vivo de la canción entró en las listas en el número dos de la estación de radio brasileña Emboabas FM el 3 de diciembre de 2007. La canción entró en la lista de Radio Aachen en Alemania en el número 26 el 15 de diciembre de 2007. También ingresó a Euro WebCharts en el número cinco en la última semana de 2007 y finalmente alcanzó el número uno en enero de 2008.

## Crítica
El editor de AllMusic, José Promis, dijo que «la canción es estelar». Nikola Nedeljkovic Gøttsche del diario danés Dagbladet Information señaló: «su atractivo pop melódico inmediato y la combinación de pop de pista de baile y el cálido reggae de moda». El periódico sueco Göteborgs-Posten la describió: «una canción de baile con algunos ritmos de Inner Circle y Dr. Alban, pero con una dirección más pop». El crítico elogió la voz de Linn Berggren y agregó: «me hace pensar en un ángel por un tiempo». Andrew Balkin de Kingston Informer escribió: «los Aces se vuelven pesimistas en "Wheel of Fortune" y "Happy Nation", ambas canciones tienen una sensación de soul/dance sobre ellas y no estarían fuera de lugar en la pista de baile, ni establecerían el estado de ánimo en un club lleno de humo». El Liverpool Echo publicó: «es astutamente cercano a All That She Wants, con su ritmo de reggae igual de pegadizo».
El escritor musical James Masterton lo vio como «pop-dub-reggae» en su comentario semanal en las listas del Reino Unido. La revista paneuropea Music & Media la describió «con tintes orientales». Alan Jones de Music Week calificó el sencillo con cuatro de cinco estrellas y escribió: «el grupo regresa con otro canto de reggae moderado que también sugiere el éxito "Live Is Life" de los austriacos Opus. Menos de los dispositivos comercialmente agradables que ejemplificaron All That She Wants, significa que será un éxito menor, aunque parece probable que vuelva a estar entre los 10 primeros». James Hamilton de la revista RM Dance Update lo consideró: «otro Boney M. fútilmente non sequitur, llena de pop sueco acechador». Chuck Campbell de E. W. Scripps Company la llamó: «un número de ritmo reggae».

## Popularidad
El sencillo ingresó a las listas danesas en el número seis en la lista del 10 de julio de 1992. Llegaría al puesto dos en octubre, con el sencillo «All That She Wants» superándolo en el número uno.
En el Reino Unido fue lanzada como el segundo sencillo y alcanzó el top 20 en su segunda semana en la UK Singles Chart, el 29 de agosto de 1993. Además, alcanzó su punto máximo dentro del Top 20 también en Finlandia, Islandia e Irlanda. En el European Hot 100 Singles alcanzó el Top 5 y se ganó un disco de oro en Alemania, con una venta de 250.000 sencillos.

## Video musical

#### Videoclip de 1992
La versión original para el vídeo musical fue dirigido por Viking Nielson y presenta a los cuatro miembros originales. En una entrevista de 2018, Ulf Ekberg dijo que sólo tuvieron US$ 1.000 para grabarlo.
Inicia con Linn cantando y luego aparece la banda, todos vestidos de negro y en medio de una gran rueda de la fortuna. Aparecen diferentes personajes; una boxeadora, una niña jugando con un reloj de arena, una mujer con vestido de novia, una ángel y una pareja: como jóvenes y luego ancianos. Simboliza las facetas de una relación amorosa: fidelidad, inocencia, lucha, sueños; y la fortuna de ésta al perdurar en el tiempo.

#### Videoclip de 2009
Para esta versión el sello decidió no grabar un video de la canción. Sin embargo, se publicó un video promocional el 21 de octubre de 2008 en el sitio web oficial de la banda.
Similar a su sencillo de 1998 «Always Have, Always Will», el video consiste completamente en imágenes en vivo de su gira Redefined e imágenes de video una sesión de fotos. La edición utilizada es una combinación de las versiones de radio y álbum, con una duración de 3:15 minutos.

## Posicionamiento en listas
| Lista (1992-1993)                         | Máxima posición |
| ----------------------------------------- | --------------- |
| Alemania (Offizielle Deutsche Charts)     | 4               |
| Austria (Ö3 Austria Top 40)               | 6               |
| Bélgica (Flandes) (Ultratop 50)           | 5               |
| Dinamarca (IFPI)                          | 2               |
| España (AFYVE)                            | 6               |
| Europa (Eurochart Hot 100)                | 5               |
| Europa (MTV European Top 20)              | 2               |
| Europa (European Dance Radio)             | 24              |
| Finlandia (Suomen virallinen lista)       | 15              |
| Francia (SNEP)                            | 21              |
| Irlanda (IRMA)                            | 18              |
| Noruega (VG-lista)                        | 1               |
| Países Bajos (Dutch Top 40)               | 2               |
| Países Bajos (Mega Single Top 100)        | 3               |
| Reino Unido (UK Singles Chart)            | 20              |
| Reino Unido Dance (Music Week)            | 13              |
| Reino Unido Airplay Chart (Media Monitor) | 35              |
| Suecia (Sverigetopplistan)                | 39              |
| Suiza (Schweizer Hitparade)               | 5               |